# Закон о выборах в кнессет
Закон о выборах в кнессет (ивр. חוק הבחירות לכנסת‎) — закон Израиля, принятый в 1969 году, который регулирует порядок проведения парламентских всеобщих выборов в Израиле. Ответственным за осуществление положений закона является министр внутренних дел Израиля.

## Основные положения закона
Закон о выборах регулирует все правовые и организационные аспекты управления выборами.
Закон о выборах в Кнессет содержит следующие основные темы:
- Создание Центральной избирательной комиссии, окружных избирательных комиссий и определение их состава.
- Подготовка регистрации избирателей (только содержащиеся в этом списке могут голосовать на выборах).
- Составление списков кандидатов на выборах.
- Определение процедуры голосования и подсчета голосов на выборах.
- Определение результатов выборов и распределение мест в Кнессета, согласно спискам кандидатов от политических блоков.
- Определение процедуры выборов, определение специальных групп избирателей (солдаты, полицейские, моряки, люди с ограниченной подвижностью, женщины, проживающие в убежище для преследуемых женщин).
- Методы избирательных процедур в специальных местах (посольства и консульства Израиля за рубежом, больницы, тюрьмы и места содержания под стражей).
- Определение уголовных преступлений и наказаний в связи с нарушениями избирательных процедур.
- Апелляционные суды и порядок обжалования решений по вышеуказанным вопросам.

Согласно закону о выборах, список кандидатов в кнессет может быть выставлена только зарегистрированной партией.

## Различия с основным законом о Кнессете
«Закон о выборах в Кнессет» основан на «Основном законе о Кнессете», дополняет и завершает его, предоставляя подробные правила для осуществления указанных в нём прав, а также способы фактической реализации избирательной системы.
В отличие от «Основного закона о Кнессете», «Закон о выборах в Кнессет» включает в себя основные практические положения, касающиеся результатов парламентских выборов, которые существуют только в этом законе, такие как уровень электорального барьера, методика распределения мест в Кнессете для списков, участвовавших в выборах и т. д.

## Изменения в законе
«Закон о выборах в Кнессет» может быть изменён простым большинством Кнессета. На протяжении многих лет были введены десятки поправок к закону. Многие из этих изменений были учтены при принятии новых формулировок Основного закона.